# Tethya diploderma
Tethya diploderma är en svampdjursart som beskrevs av Schmidt 1870. Tethya diploderma ingår i släktet Tethya och familjen Tethyidae. Inga underarter finns listade i Catalogue of Life.